# 8703 Nakanotadao
8703 Nakanotadao eller 1993 XP1 är en asteroid i huvudbältet som upptäcktes den 15 december 1993 av den japanska astronomen Takao Kobayashi vid Ōizumi-observatoriet. Den är uppkallad efter Tadao Nakano.
Asteroiden har en diameter på ungefär 5 kilometer.